# 白边小鳍鲨
白边小鳍鲨（学名：Euprotomicrus bispinatus）是黑棘鲛科小鳍鲨属的唯一种，也是仅次于侏儒额斑乌鲨的世界第二小的鲨鱼。 雄性身长可达约22厘米，雌性约25厘米。
这种鲨鱼为卵胎生，每胎大约产下八只幼鲨。

## 保护现状
2018年6月，新西兰环境保护部根据新西兰威胁分类系统，将该种鲨鱼列为未受威胁物种。